# Iván García (lekkoatleta)
Iván García Sánchez (ur. 29 lutego 1972 w Santiago de Cuba) – kubański lekkoatleta (sprinter), medalista olimpijski z 2000.
Zajął 4. miejsce w biegu na 200 metrów na halowych mistrzostwach świata w 1993 w Toronto. Zwyciężył w sztafecie 4 × 100 metrów (w składzie: Andrés Simón, García, Joel Isasi i Jorge Aguilera) oraz zdobył srebrny medal w biegu na 200 metrów na igrzyskach Ameryki Środkowej i Karaibów w 1993 w Ponce. Na mistrzostwach świata w 1993 w Stuttgarcie kubańska sztafeta 4 × 100 metrów w składzie: Simón, García, Isasi i Aguilera zajęła 4. miejsce, a sztafeta 4 × 400 metrów w składzie: García, Héctor Herrera, Norberto Téllez i Roberto Hernández zajęła 6. miejsce. Zdobył srebrne medale na Igrzyskach Dobrej Woli w 1994 w Petersburgu w sztafecie 4 × 100 metrów (w składzie: Simón, García, Joel Lamela i Leonardo Prevost) oraz w sztafecie 4 × 400 metrów (w składzie: Omar Meña, García, Jorge Crusellas i Téllez).
Zdobył trzy złote medale na igrzyskach panamerykańskich w 1995 w Mar del Plata: w biegu na 200 metrów, w sztafecie 4 × 100 metrów (w składzie: Isasi, Aguilera, Lamela i García) oraz w sztafecie 4 × 400 metrów (w składzie: Crusellas, Téllez, Meña i García). Zajął 8. miejsce w biegu na 200 metrów na mistrzostwach świata w 1995 w Göteborgu. Biegł również w eliminacjach sztafety 4 × 400 metrów (w finale sztafeta kubańska bez Garcíi w składzie zajęła 6. miejsce). Zajął 6. miejsce w finale biegu na 200 metrów na igrzyskach olimpijskich w 1996 w Atlancie, a także biegł w eliminacjach sztafety 4 × 100 metrów (w finale sztafeta kubańska zajęła 6. miejsce).
Zdobył srebrny medal w biegu na 200 metrów na halowych mistrzostwach świata w 1997 w Paryżu za Kevinem Little z USA. Zajął 4. miejsce w tej konkurencji, a także w sztafecie 4 × 100 metrów na mistrzostwach świata w 1997 w Atenach (sztafeta kubańska biegła w składzie: Alfredo García, Misael Ortiz, Iván García i Luis Alberto Pérez-Rionda).
García zwyciężył w biegu na 200 metrów i w sztafecie 4 × 100 metrów na mistrzostwach Ameryki Środkowej i Karaibów w 1997 w San Juan. Zdobył złoty medal w sztafecie 4 × 100 metrów i brązowy w biegu na 200 metrów na igrzyskach Ameryki Środkowej i Karaibów w 1998 w Maracaibo. Odpadł w półfinale biegu na 200 metrów na halowych mistrzostwach świata w 1999 w Maebashi. Na mistrzostwach świata w 1999 w Sewilli kubańska sztafeta 4 × 100 metrów w składzie: Alfredo García, Iván García, Pérez-Rionda i Yoel Hernández zajęła w finale 4. miejsce, a on sam odpadł w półfinale biegu na 200 metrów. García zajął 4. miejsce w finale biegu na 200 metrów podczas igrzysk panamerykańskich w 1999 w Winnipeg.
Zdobył srebrny medal w sztafecie 4 × 100 metrów na mistrzostwach ibero-amerykańskich w 2000 w Rio de Janeiro (sztafeta kubańska biegła w składzie: José Ángel César, Pérez-Rionda, Iván García i Freddy Mayola).
Sztafeta kubańska w tym samym składzie zdobyła brązowy medal podczas igrzysk olimpijskich w 2000 w Sydney. Na mistrzostwach świata w 2001 w Edmonton, również biegnąc w tym samym ustawieniu, odpadła w eliminacjach. Zajęła 4. miejsce na Igrzyskach Dobrej Woli w 2001 w Brisbane (w składzie: César, Pérez-Rionda, García i Juan Pita).
García był mistrzem Kuby w biegu na 200 metrów w 1992, 1993, 1995, 1996, 1999 i 2000.
Rekordy życiowe:
| Konkurencja        | Data i miejsce               | Wynik |
| ------------------ | ---------------------------- | ----- |
| bieg na 100 metrów | 8 maja 1993, Meksyk          | 10,09 |
| bieg na 200 metrów | 21 marca 1995, Mar del Plata | 20,17 |
| bieg na 300 metrów | 29 stycznia 1999, Hawana     | 32,56 |
| bieg na 400 metrów | 23 lutego 1995, Hawana       | 46,03 |